# Lepidochitona canariensis
Lepidochitona canariensis är en blötdjursart som först beskrevs av Thiele 1909.  Lepidochitona canariensis ingår i släktet Lepidochitona och familjen Ischnochitonidae. Inga underarter finns listade i Catalogue of Life.